# Měšice (Kelet-prágai járás)
Měšice település Csehországban, a Kelet-prágai járásban. Měšice Hovorčovice, Líbeznice, Sluhy, Zlonín, Mratín, Nová Ves és Veleň településekkel határos. Lakosainak száma 2195 fő (2024. január 1.).

## Népesség
A település lakosságának változását az alábbi diagram mutatja:
| Lakosok száma | 299  | 511  | 468  | 763  | 911  | 993  | 1903 | 1950 | 2037 | 2195 |
|               | 1869 | 1890 | 1921 | 1950 | 1980 | 2001 | 2017 | 2019 | 2022 | 2024 |